# Nikolaus Weichselbaumer
Nikolaus Weichselbaumer (* 23. Juli 1984 in Augsburg) ist ein deutscher Buchwissenschaftler und seit 2022 Juniorprofessor für Buchwissenschaft am Gutenberg-Institut für Weltliteratur und schriftorientierte Medien, Abteilung Buchwissenschaft der Johannes Gutenberg Universität Mainz.

## Leben
Nikolaus Weichselbaumer studierte von 2003 bis 2009 Buchwissenschaft und Neuere Deutsche Literaturgeschichte an der Friedrich-Alexander-Universität Erlangen-Nürnberg (FAU). In den Jahren 2010 bis 2012 war er wissenschaftlicher Mitarbeiter im DFG-Projekt „Wissenschaftsportal b2i“ am Lehrstuhl für Buchwissenschaft der FAU Erlangen-Nürnberg.
2014 promovierte er im Fach Buchwissenschaft bei Ursula Rautenberg und war anschließend bis 2021 wissenschaftlicher Mitarbeiter am Gutenberg-Institut für Weltliteratur und schriftorientierte Medien. Seit 2022 ist er Juniorprofessor in der Abteilung Buchwissenschaft der Johannes Gutenberg Universität Mainz.
Nikolaus Weichselbaumer ist Mitglied der Digital Humanities im deutschsprachigen Raum (DHd), im Wolfenbütteler Arbeitskreis für Bibliotheks-, Buch- und Mediengeschichte, im Verband der Historiker und Historikerinnen Deutschlands (VHD), der Internationalen Buchwissenschaftlichen Gesellschaft und der Internationalen Gutenberg-Gesellschaft.

## Veröffentlichungen (Auswahl)
- Gutenberg-Jahrbuch 100. Hg. zus. mit Philip Ajouri und Gerhard Lauer. Harrassowitz, Wiesbaden 2025, ISBN 978-3-447-18436-6.
- Gutenberg-Jahrbuch 99. Hg. zus. mit Philip Ajouri, Julia Bangert, Gerhard Lauer. Harrassowitz, Wiesbaden 2024, ISBN 978-3-447-18394-9.
- Gutenberg-Jahrbuch 98. Hg. zus. mit Philip Ajouri, Julia Bangert, Gerhard Lauer. Harrassowitz, Wiesbaden 2023, ISBN 978-3-447-12016-6.
- Schriftgießerei und Schriftenhandel im Wittenberg des 16. Jahrhunderts. In: Stefan Oehmig und Stefan Rhein (Hrsg.): Wittenberger Bibeldruck der Reformationszeit. Evangelische Verlagsanstalt, Leipzig 2022, ISBN 978-3-374-06883-8, S. 327–341.
- Typographie und Mustererkennung. In: Ursula Rautenberg und Anja Voeste (Hrsg.): Typographie. Theoretische Konzeptionen, historische Perspektiven, künstlerische Applikationen. Hiersemann, Stuttgart 2022, ISBN 978-3-7772-2212-7, S. 228–242.
- Diverse Artikel in Ursula Rautenberg (Hrsg.): Reclams Sachlexikon des Buches. 3. Auflage, Reclam, Ditzingen 2015, ISBN 978-3-15-011022-5.
- Der Typograph Hermann Zapf. Eine Werkbiographie. Schriftmedien/Written Media Hg. von Heinz Bonfadelli, Ursula Rautenberg und Ute Schneider, De Gruyter Saur, Berlin 2015, ISBN 978-3-11-041498-1.